# Мифы Арголиды
Родословная аргосской царской династии, видимо, самая длинная и запутанная во всей греческой мифологии. Несмотря на противоречия, ясно выделяются пять династий правителей (не считая ряда отдельных фигур). В традиции постоянно смешиваются Микены (древняя столица) и Аргос (новая столица). Уже в «Каталоге кораблей» зафиксировано представление, что в мифическую эпоху существовали отдельные царства Микены и Аргос.

В Аргосе живших мужей, населявших Тиринф крепкостенный,
Град Гермиону, Азину, морские пристанища оба,
Грады Трезену, Эйон, Эпидавр, виноградом обильный,
Живших в Масете, в Эгине, ахейских юношей храбрых,
Сих предводителем был Диомед, знаменитый воитель,
Также Сфенел, Капанея великого сын благородный;
С ними и третий был вождь, Эвриал, небожителю равный,
Храбрый Мекестия сын, потомок царя Талайона.
Вместе же всех предводил Диомед, знаменитый воитель:
Осмьдесят чёрных судов под дружинами их принеслося.
Но живущих в Микене, прекрасно устроенном граде,
И в богатом Коринфе и в пышных устройством Клеонах;
Орнии град населявших, весёлую Арефирею,
Град Сикион, где царствовал древле Адраст браноносный,
Чад Гипересии всех, Гоноессы высокоутесной;
Живших в Пеллене, кругом Эгиона мужей обитавших,
Вдоль по поморью всему, и окрест обширной Гелики, -
Всех их на ста кораблях предводил властелин Агамемнон".
(Илиада II 559—576, перевод Н. И. Гнедича)
В мифографической традиции схема такова: первым царем Аргоса стал Фороней, его дочь Ниоба родила от Зевса сына Аргоса, основателя первой династии. Вторую династию основывает потомок Посейдона Линкей, прибывающий из Египта. Внуки Линкея Акрисий и Прет разделяют царство, позднее Аргос разделен между тремя царями. Правнучка Линкея Даная рождает от Зевса сына Персея — родоначальника третьей династии и основателя Микен. После гибели Еврисфея к власти приходит династия Пелопидов, правящая вплоть до дорийского вторжения. Гераклид Темен основывает пятую династию. Показательно, что источники, единые в признании, что Темен имел трёх сыновей, называют 12 разных имен, что свидетельствует против историчности данной фигуры, как и всех его предшественников. Тем самым Аргос оказывается более древним городом, чем Микены, с непрерывной царской династией, современной микенской, лишь Орест вновь объединяет три части царства.
Вся эта схема имеет мало общего с данными археологии, согласно которым Аргос не был крупным городом до падения Микен. По словам А. И. Зайцева, «граница между этими царствами оказывается, по „Каталогу“, крайне искусственной и не могла отвечать исторической реальности какой бы то ни было эпохи».

## Аргос. Старшая династия (до Даная)
- Агенор (царь Аргоса).
- Анф. (Ант.) Сын Экбаса и Еврисабы[2].
- Апий. Сын Аполлона, вещий знахарь. Пришёл из Навпакта в Аргос и освободил землю от чудовищ[3].
- Аргия. Дочь Океана и Тефии[4]. Жена Инаха, мать Форонея[5].
- Аргос (сын Зевса).
- Арг (Аргос.) Сын Пиранта и Каллирои[2].
- Аргия. Жена Инаха (сына Триопа), мать Ио[2].Аргия
- Аргос Панопт.
- Арестор. Отец Аргоса Панопта (в версии Ферекида), муж Микены[6][7]. Предок аргивян[8].
- Аресторид. Сын Пиранта и Каллирои[2].
- Гекатер. Согласно Гесиоду, у Гекатера и дочери Форонея было 5 дочерей, от них произошли горные нимфы, сатиры и куреты[9].
- Геланор.
- Евадна. Дочь Стримона и Неэры. Жена Аргоса[10].
- Еврисаба.[11] (Эврисаба.) Жена Экбаса, мать Анта, Пеласга и Агенора[2].
- Европа. По версии, родила от Форонея Ниобу[12].
- Иас (царь Аргоса).
- Иас. Сын Ио[13]
- Инах.
- Инах. Сын Триопа и Ореасиды, потомок речного бога. Жена Аргия, дочь Ио[2].
- Ио.
- Исмена. Дочь Асопа. Жена Аргоса, мать Иаса. Или жена Аргоса, мать Аргоса Панопта (по Керкопу)[7].
- Каллироя. Жена Пиранта, мать Арга, Аресторида и Триопа[2].
- Кердо. Жена Форонея, её памятник в Аргосе[14].
- Кинна.[11] По версии, жена Форонея, мать Аписа и Ниобы[2].
- Климен. Сын Форонея. Основал храм Деметры в Гермионе со своей сестрой Хтонией. Рядом храм Климена, ему приносят жертву. По Павсанию, это имя Аида[15].
- Криас. Сын Аргоса и Евадны[10] Пятый царь Аргоса, его жена Мелантомика и сын Форбант[16].
- Кротоп.
- Меланфомика. Жена Криаса, мать Форбанта, царица Аргоса[16].
- Мелия[17]. Дочь Океана. Жена Инаха, мать Форонея и Эгиалея[18].
- Микен. Согласно Акусилаю, сын Спартона и основатель города. В это предание не верят даже лакедемоняне[6].
- Микена. В поэме «Великие Эои» она называется дочерью Инаха и женой Арестора. От неё имя города[19]. Гомер упоминает «царевну Микену» в «Одиссее» (II 120). Нимфа[20].
- Ниоба (дочь Форонея).
- Ореасида.[21] Жена Триопа, мать Ксанфа и Инаха[2].
- Палехфон. (Палайхтон./Палехтон.) Отец Пеласга, согласно Эсхилу[22].
- Пеласг (царь Аргоса).
- Пеласг. Царь Аргоса и всей Греции в трагедии Эсхила «Просительницы». Сын Палехтона[23]. См. Овидий. Героиды XIV 23.

Дочери Пеласга были прислужницами Афины.
- Перо. Мать Асопа от Посейдона (по Акусилаю)[25].
- Пирант.
- Пирен. Отец Ио (по Гесиоду и Акусилаю)[26].
- Псамафа (дочь Кротопа).
- Спартон. Согласно Акусилаю, сын Форонея и отец Микена. Это предание неизвестно лакедемонянам[6].
- Сфенел. (написание Сфенелас./Сфенелей.) Девятый царь Аргоса[16]. Сын Кротопа, отец Геланора[27]. По версии, изгнан Данаем[28].
- Теледика. Нимфа. Жена Форонея[18] Или Лаодика[29].
- Тиринф (герой). Сын Аргоса, внук Зевса. Основал город Тиринф. Стена города — творение киклопов[30].
- Триоп (царь Аргоса).
- Фегей. (Фегой.) Младший брат Форонея. Когда он умер, над его могилой построен храм, его почитали как бога и приносили в жертву быков[31]. По другим, Эгиалей.
- Форбант (царь Аргоса).
- Фороней.
- Хтония. Дочь Форонея. Основательница храма Деметры в Гермионе[32].
- Экбас. Сын Аргоса и Евадны. Отец Агенора[10]. Либо жена Еврисаба, дети Анф, Пеласг и Агенор[2].

## Царская династия (после Даная)

### Микены
- Микены. Город[33]. Крепостная стена и ворота со львами — работа киклопов[34].
- Микенцы[35].
- Агамемнон.
- Аглай. Сын Фиеста от наяды. Убит Атреем, который накормил его мясом Фиеста[36].
- Адмета. Дочь Еврисфея и Антимахи. Хотела обладать поясом Ипполиты[37]. Жрица Геры, сопровождала Геракла в походе против амазонок[38].
- Александр. Сын Еврисфея и Антимахи. Убит в войне с афинянами[39]. По версии, был царем[40].
- Алет.
- Алкей.
- Алкиноя. Дочь Сфенела и Никиппы[41]. См. Алкиона.
- Алкиона (дочь Сфенела).
- Алкон. По версии, сын Атрея, один из трех Диоскуров[42].
- Амфибия. Дочь Пелопа. Согласно Ферекиду, жена Сфенела и мать Еврисфея[43].
- Амфимах. Сын Электриона и Лисидики (или Анаксо). Убит в бою с сыновьями Птерелая[44].
- Антибия. Дочь Амфидаманта[45]. По версии, жена Сфенела и мать Еврисфея.
- Анаксо.
- Анактор. Сын Электриона и Анаксо. Убит в бою с сыновьями Птерелая[41].
- Антимаха. Дочь Амфидаманта. Жена Еврисфея[46].
- Аргий. (Аргей.) Сын Ликимния. Союзник Геракла в его походе на Эхалию, убит в бою[47].
- Архелай. Сын Электриона и Анаксо. Убит в бою с сыновьями Птерелая[41].
- Астидамия. Дочь Пелопа и Гипподамии. Жена Алкея[48], мать Амфитриона[41].
- Атрей.
- Аэропа.
- Гермиона (мифология).
- Гиппонома. Дочь Менекея, (по версии) жена Алкея, мать Амфитриона[41].
- Горгофон. Сын Электриона и Лисидики (или Анаксо). Убит в бою с сыновьями Птерелая[44]
- Деимах. Сын Электриона и Лисидики, убит тафиями[49].
- Диант. По версии Гесиода, отец Клеоллы, дед Агамемнона[50].
- Еврибий. Сын Еврисфея и Антимахи. Убит в войне с афинянами[39] Согласно Антиклиду, убит Гераклом, ибо поднес ему слишком маленький кусок при жертвоприношении у Еврисфея[51].
- Еврибий. Сын Электриона и Лисидики. Убит тафиями[49].
- Евридика. Дочь Пелопа, жена Электриона, мать Алкмены (по версии)[52]. По другим, её звали Лисидика.
- Евримедонт. Мать так называла Персея (так у Евфориона[53])[54].
- Еврипил (сын Еврисфея). Согласно Антиклиду, убит Гераклом, ибо поднес ему слишком маленький кусок при жертвоприношении у Еврисфея[51].
- Еврисфей.
- Елена. Дочь Эгисфа и Клитеместры[55].
- Ифианасса[56]. Дочь Агамемнона и Клитемнестры[57]. См. Ифигения. Автор «Киприй» называет четырёх дочерей Агамемнона, отличая Ифианассу и Ифигению[58].
- Ифигения.
- Ифимеда. Вариант имени Ифигении[59].
- Ифимедонт. Сын Еврисфея и Антимахи. Убит в войне с афинянами[39].
- Ифис. Имя Ифигении[60].
- Каллилеонт. Сын Фиеста от наяды. Убит Атреем, который накормил его мясом Фиеста[36].
- Келеней. (или Келаней.). Сын Электриона и Анаксо. Убит в бою с сыновьями Птерелая[44]
- Кинур. Сын Персея. Родоначальник кинурийцев (родственных аргивянам)[61].
- Клеолла. (Клеолла.) Дочь Дианта. Жена Плисфена, мать Агамемнона, Менелая и Анаксибии[50]. Либо родила Плисфена от Атрея[62].
- Комет. Сын Сфенела. Возлюбленный Эгиалеи, жены Диомеда[63].
- Лаодика[64]. Дочь Агамемнона[65]. Согласно поэту Ксанфу (7 в. до н. э.), это первоначальное имя Электры[66].
- Ликимний.
- Лисидика. Дочь Пелопа и Гипподамии, жена Электриона, мать Алкмены и других[67]. Либо жена Местора, мать Гиппотои[41] Либо жена Алкея, мать Амфитриона[68].
- Лисином. Сын Электриона и Анаксо. Убит в бою с сыновьями Птерелая[41]
- Медуса. Дочь Сфенела и Никиппы[41].
- Мелампод. По версии, сын Атрея, один из трех Диоскуров[42].
- Ментор[69]. Сын Еврисфея и Антимахи. Убит в войне с афинянами[39].
- Местор. Сын Персея и Андромеды. Жена Лисидика. Дочь Гиппотоя[70].
- Мидея. Фригиянка. Мать Ликимния, побочного сына Электриона[71].
- Никиппа. Дочь Пелопа и Гипподамии. Жена Сфенела, мать Еврисфея[41][48].
- Номий. Сын Электриона и Лисидики, убит тафиями[49].
- Орест.
- Орхомен. Сын Фиеста от наяды. Убит Атреем, который накормил его мясом Фиеста[36].
- Пелоп. Сын Агамемнона и Кассандры. Младенцем зарезан Эгисфом, могила в Микенах[72].
- Перилай. Сын Электриона и Лисидики, убит тафиями[49].
- Перимед. Сын Еврисфея и Антимахи. Убит в войне с афинянами[39]. Согласно Антиклиду, убит Гераклом, ибо поднес ему слишком маленький кусок при жертвоприношении у Еврисфея[51].
- Перимеда. Дочь Алкея и Астидамии. Сестра Амфитриона. Жена Ликимния[73].
- Персей.
- Плисфен.
- Стратобат. Сын Электриона[74].
- Сфенел (сын Персея).
- Тантал (сын Фиеста).
- Теледам. Сын Агамемнона и Кассандры. Младенцем зарезан Эгисфом, могила в Микенах[72].
- Фиест.
- Филоном. Сын Электриона и Анаксо. Убит в бою с сыновьями Птерелая[41]
- Хиромах. (Хейромах.) Сын Электриона и Анаксо. Убит в бою с сыновьями Птерелая[41]
- Хрисофемида.
- Эгисф.
- Электра (дочь Агамемнона).
- Электрион.
- Эмол. По версии, сын Атрея, один из трех Диоскуров[42].
- Эпилай. Сын Электриона и Лисидики, убит тафиями[49].

### Аргос
- Абант (сын Линкея).
- Аганиппа.[75] Жена Акрисия, мать Данаи[76]. (Любкер Ф. Реальный словарь классических древностей. М., 2001. В 3 т. Т.1. С.54)
- Акрисий.
- Алектор. Сын Анаксагора, царь трети Аргоса[77]. Отец Ифия и Капанея[78].
- Анаксагор (царь Аргоса).
- Аргей. Царь Аргоса. Сын Мегапенфа, отец Анаксагора.
- Аргия. По версии, жена Полиба, мать аргонавта Арга[79].
- Данай.
- Даная.
- Диомед Тидид.
- Евридика.[80] Дочь Лакедемона и Спарты, жена Акрисия, мать Данаи[81][82]. Основала храм Геры Аргеи в Спарте[83]. en:Eurydice of Mycenae
- Ифианасса. Дочь Прета и Сфенебеи[81]. Впала в безумие, но исцелена Меламподом. Жена Мелампода[84]. Диодор называет её Ифианирой, дочерью Мегапенфа[85].
- Ифий[86]. Сын Алектора, царь трети Аргоса, оставил царство Сфенелу, сыну своего брата Капанея[77]. Рассказал Полинику, как можно заставить Амфиарая отправиться в поход[87].
- Ифиноя. Дочь Прета и Сфенебеи[81]. Впала в безумие и погибла во время преследования[84].
- Келена. По версии, имя дочери Прета[88].
- Килараб. Сын Сфенела. Царь трети Аргоса. После смерти Кианиппа и переселения Амфилоха овладел всем царством. Умер бездетным, и Орест овладел Аргосом[77]. Гимнасий его имени в Аргосе, там же его могила[89].
- Кресиппа. По версии, имя дочери Прета[90].
- Линкей (сын Египта).
- Лисиппа. Дочь Прета и Сфенебеи[81]. Исцелена Меламподом от безумия. Жена Бианта[84]. По версии, Кресиппа[90].
- Мегапенф.
- Окалия. По версии, жена Абанта, мать Акрисия и Прета[91].
- Прет.
- Элега. По версии, имя дочери Прета[88].
- Этеокл (сын Ифия).

См. также:
- Апис (сын Форонея). См. Мифы Сикиона.

### Род Амифаона
- Абант[92]. Сын Мелампода, отец Лисимахи[93] и Койрана[94]. Приемный отец Идмона[95].
- Аглая. Дочь Мантинея. Жена Абанта[10].
- Аглая. Возлюбленная Амифаона. По версии, жена Амифаона и мать Мелампода и Бианта[96].
- Адраст.
- Алексида. Дочь Амфиарая. Её потомков аргивяне называли «изгонителями», способными врачевать падучую[97].
- Алкмеон (сын Амфиарая).
- Алфесибея[98]. Дочь Бианта и Перо[99].
- Алфесибея (дочь Фегея).
- Амифаон.
- Амфалк. Сын Антифата и Зевксиппы[85].
- Амфиарай.
- Амфилох (сын Амфиарая).
- Амфифея. Жена Ликурга из Немеи, мать Офельта (по одной из версий)[100].
- Амфифея. Дочь Пронакса. Жена Адраста[101].
- Антифат[102]. По Гомеру сын Мелампода, отец Экла[103]. Сын Мелампода и Ифианиры. Жена Зевксиппа, дети Экл и Амфалк[85] Либо его называют Мантий[104]. Упомянут у Гесиода[105].
- Аргия (дочь Адраста).
- Арий. Сын Бианта и Перо. Аргонавт[106].
- Аристомах. Сын Талая[101] Отец Гиппомедонта[107].
- Архемор. «Начало бед»/ «Зачинатель смерти». См. Офельт.
- Биант (сын Амифаона).
- Биант. Сын Мелампода и Ифианиры[85].
- Гипермнестра. (Гиперместра.) Дочь Фестия[59] и Евритемиды[108]. Жена Экла, мать Амфиарая, Ифианиры и Эндея[109]. Её памятник в Аргосе[110].
- Гиппомедонт.
- Деипила.
- Демонасса. По версии, жена Адраста, мать Эгиалея[111].
- Еваниппа. (Эваниппа.) Дочь Элата. Жена Гиппомедонта, мать Полидора[111].
- Евриал (сын Мекистея).
- Евридика. Дочь Амфиарая и Эрифилы. Изображена на ларце Кипсела[112].
- Евридика (жена Ликурга).[113] Из Немеи, мать Офельта (Архемора)[114][115]. Действующее лицо трагедии Еврипида «Гипсипила».
- Евринома. По версии, дочь Ифита, жена Талая, мать Адраста[116].
- Евфет. (Эвфет.) Царь Эфиры, подаривший доспехи Филею[117]. По версии, жена Креуса, сын Офельт, в память которого Немейские игры[118].
- Зевксиппа. Дочь Гиппокоонта, жена Антифата, мать Экла и Амфалка[85].
- Идомена. Дочь Абанта. Жена Амифаона[84] Либо дочь Ферета и жена Амифаона[119].
- Ифианира. Имя жены Мелампода по Диодору. См. Ифианасса.
- Ифианира. Дочь Экла и Гиперместры[109].
- Кианипп.
- Клит.
- Койран (Керан). Отец Полиида[120]. Сын Абанта, внук Мелампода[94]. Упомянут у Гесиода[105].
- Койран. (Керан). Сын Полиида, отец Евхенора[94].
- Комефо. Жена Эгиалея, мать Кианиппа[121].
- Креуса. По версии, жена Евфета, мать Офельта[118].
- Лаодик. (Леодик./у Валерия Леодок.) Сын Бианта и Перо. Аргонавт[122]. Упомянут у Аполлония лишь однажды, как и его братья. Сын Бианта, брат Талая из Аргоса.
- Лик. По версии, царь Немеи[123]. Обычно Ликург.
- Ликург (царь Немеи).
- Лисианасса. Дочь Полиба, царя Сикиона. Жена Талая, мать Адраста[124].
- Лисимаха. Дочь Абанта. Жена Талая[101].
- Мантий.
- Манто. Дочь Мелампода и Ифианиры[125].
- Мекистей (сын Талая).
- Мелампод.
- Метидика. Дочь Талая. Жена Мнесимаха, мать Гиппомедонта[126].
- Мнесимах. Жена Метидика, сын Гиппомедонт[126]. См. Аристомах.
- Неалка. Жена Гиппомедонта. Оплакивает его[127].
- Офельт.
- Офит. В одной из трагедий так называют Офельта[123].
- Парфенопей. Сын Талая и Лисимахи. Отец Промаха[101]. Парфенопей
- Перо (мифология).
- Полибея. Дочь Экла и Гиперместры[85]. См. Комментарий О.Цыбенко в кн. Гесиод. Полное собрание текстов. М., 2001. С.230.
- Полидор[128]. Сын Гиппомедонта и Еваниппы[111]. Эпигон. Статуя в Аргосе вместе с другими эпигонами[129].
- Полифид. (Полифейд.) Сын Мантия, отец Феоклимена. Прорицатель. Жил в Гипересии[130].
- Пронакс (Пронакт Pronax[англ.]). Сын Талая и Лисимахи. Отец Ликурга и Амфитеи[101] По другой версии, младенец, после смерти которого были учреждены Немейские игры[131]., сын Талая, брата Адраста[132].
- Проноя. Дочь Мелампода и Ифианиры[125].
- Родопа. По версии, мать Мелампода[133].
- Талай.
- Телей. Отец Климена (по версии)[134]. См. Талай.
- Феоклимен (сын Полифида).
- Фиодамант. Потомок Мелампода, прорицатель из Аргоса. Приносит жертвы во время похода Семерых[135].
- Эгиалея (дочь Адраста).
- Эгиалей (сын Адраста).
- Экл. Сын Амфиарая. По Диодору, участвовал в походе Геракла на Трою. Возглавлял отряд у кораблей, убит[136].
- Эмфитея. По версии, жена Адраста.
- Эндей. Сын Экла и Гиперместры[137].
- Эрифила.

### Прочие лица
- Акаста. Няня из Аргоса. Кормилица дочерей Адраста[138].
- Акрея. Дочь Астериона. Кормилица Геры, её именем названа гора около Микен, где святилище Геры[139].
- Алкмеон (сын Фестора). (у Гомера Алкмаон.) Микенец, участник Троянской войны. Убит Сарпедоном[140].
- Амаринкей. По версии, сын Онесимаха, привел под Трою из Микен 19 кораблей[141].
- Амфианакт. Из Аргоса. Сын Антимаха, отец Этила[142].
- Анхироя. Дочь Эрасина, спутница Бритомартиды[143].
- Арг (сын Арестора).
- Арестор. Отец аргонавта Арга[144].
- Арион (конь).
- Арисбант. Из Аргоса. Отец Молура[145].
- Арсиноя.
- Архандр. Сын Ахея. Или сын Фтия, внук Ахея, зять Даная[146]. Прибыл в Аргос из Фтиотиды. Женился на Скее, дочери Даная, сын Метанаст[147]. Воевал с Лаомедонтом, царем Сикиона[148].
- Архител. Сын Ахея. Прибыл в Аргос из Фтиотиды. Женился на Автомате, дочери Даная[147]. Воевал с Лаомедонтом, царем Сикиона[148].
- Асопида. Дочь Асопа и Метопы[149].
- Астерий. Речной бог, сын Океана. Судил Посейдона и Геру вместе с Инахом и Кефисом[150]. Его дочери Евбея, Просимна и Акрея были кормилицами Геры[139]. Его именем называют траву, из которой плетут венки для Геры. en:Asterion (god)
- Астерия. По версии, дочь Корона, родила от Аполлона Идмона[151].
- Аферас. Житель Аргоса. Принял Деметру как почетную гостью[32].
- Батон (мифология).
- Биза. Дочь Эрасина, спутница Бритомартиды[143].
- Буколион. Из Микен. Участник Троянской войны. Убит Еврипилом[152].
- Галиагмон. Из Лерны. Его облик принимает Аполлон, становясь возничим Амфиарая[153].
- Галии. («Морские»). Так называют женщин, двинувшихся вместе с Дионисом походом с островов Эгейского моря. Погибли в бою против аргивян и Персея, их могила в Аргосе около храма Геры[154]. Одна из них — Хорея.
- Галис. Аргивянин. Во время похода на Фивы его облик принимает Тисифона[155].
- Гарпалика (дочь Климена).
- Гермаон. По толкованию Харакса, житель Аргоса, убивший дядю Ио Аргоса и бежавший с ней в Аэрию (Египет)[156].
- Герс. Возничий Амфиарая. Убит Гипсеем[157].
- Гидра. (от микен. u-do «вода»[158]) Чудовище[159]. См. Лернейская гидра.
- Гиерак. Персонаж из мифов о Гермесе. Выдал Аргосу Панопту, что Гермес собирается украсть корову Ио[7]
- Гиппалм. Из Лерна. Ахейский воин. Убит Пенфесилеей[160].
- Годий.[161] Вестник аргивян[162].
- Деипил. Аргосец, друг Сфенела, участник Троянской войны[163].
- Дорикл. Из Тиринфа. На Олимпийских играх, устроенных Гераклом, победил в кулачном бою[164].
- Дорилай. Вольноотпущенник Агамемнона, воспитатель Ореста[165].
- Евадна (дочь Ифия).
- Евбея. Дочь Астериона. Кормилица Геры[166], её именем названа гора около Микен, где святилище Геры[139].
- Евмед. Жрец Афины в Аргосе. Бежал в Крейские горы со статуей Афины[167].
- Еврибат.[168] Глашатай Агамемнона[169]. Действующее лицо в трагедии Сенеки «Агамемнон».
- Евримедонт[170]. Сын Птолемея. Возница Агамемнона[171], его могила в Микенах[72].
- Ид. Сын Климена и Эпикасты, из Аргоса[172].
- Идмон.
- Ирина. Дочь Посейдона и Меланфии (дочери Алфея). Её именем назван остров (позже Калаврия)[173].
- Ифис (аргонавт).
- Ифит. Аргосец, отец Этеокла и Евадны[174]. Действующее лицо трагедии Еврипида «Умоляющие». См. Ифий.
- Калавр. Сын Посейдона[175].
- Каллифоя. Жрица Геры Аргосской[176].
- Калхант.
- Каркин. «Краб». Помогал Лернейской гидре и вознесен на небо. Рак (созвездие)
- Капаней.
- Кастор. Из Аргоса, наследник Гиппалида. Обучал Геракла сражаться в полном вооружении[177]
- Кеней. (Кайней.) Аргосец, участник похода против Фив. Убит Гемоном[178].
- Кефисс (Арголида).
- Килисса. Мамка Ореста, действует в трагедии Эсхила «Хоэфоры». Оплакивает его мнимую смерть[179].
- Киллабар. По версии, любовник Эгиалеи[180].
- Кирена. Нимфа, мать аргонавта Идмона от Аполлона[181].
- Клеон. По версии, сын Пелопа, его именем назван город Клеоны[182].
- Клеона. Нимфа, дочь Асопа и Метопы[183]. Её именем назван город Клеоны[182].
- Клеофема. Дочь Мала и Эрато. Жена Флегия, мать Эглы-Корониды[184].
- Климен (сын Талая).
- Колонт. Житель Аргоса. Когда туда пришла Деметра, он не принял её в дом и за это сгорел в своем доме[32].
- Копрей (сын Пелопа).
- Лаодамия. (Лаодамея.) Кормилица Ореста, согласно Стесихору[185].
- Лаофоя. По Ферекиду, жена Идмона, мать Фестора[186].
- Лебес. Микенец, отец Ракия[187].
- Левкиппа (дочь Фестора).
- Лерн. Из Аргоса. Сын Прета, отец Навбола[188].
- Лернейская гидра.
- Лин.
- Лирк. Побочный сын Абанта из Аргоса. Поселился в местечке, названном Лиркея (до того оно называлось Линкея). Сохранилось изображение Лирка на стеле[189].
- Мар. Вестник (возможно, царя Прета)[190].
- Мелита. Дочь Эрасина, спутница Бритомартиды[143].
- Менет. Слуга Аргии[191].
- Метанаст. («Переселенец»). Сын Архандра и Скеи[147].
- Мэра. Дочь Прета.
- Мэра. Дочь Эрасина, спутница Бритомартиды[143].
- Мисий. Житель Аргоса. Принял Деметру как почетную гостью[32]. Местечко Мисия и храм Деметры Мисийской[192]; храм Мисейон рядом с Пелленой (Ахайя)[193]. Святилище Мисийской Артемиды в Спарте[194].
- Мол. Воин из Аргоса. Участник Троянской войны. Убит Агенором[195].
- Молорх.
- Молур. Из Аргоса. Сын Арисбанта. Убит Гиеттом, жену которого он соблазнил[196]. Первый человек, убитый за прелюбодеяние.
- Навбол. Из Аргоса. Сын Лерна, отец Клитония[197].
- Немейский лев.
- Немея. Дочь Асопа. Дала имя местности[198]. Её статуя в Олимпии[199]. Или дочь Селены[200].
- Нес. Из Микен. Участник Троянской войны. Убит Еврипилом[152].
- Никострат. Житель Аргоса, установил обряды в честь Коры. Спускают зажженные лампады в провал[201].
- Омогир. Современник царя Арга. Первым впряг волов в плуг, убит молнией. Его причислили к богам[202].
- Онесимах. По версии, отец Амаринкея[141].
- Орсилох. Аргивянин. Изобретатель квадриги. Стал созвездием Возничего[203].
- Палемон. Вестник аргивян[204].
- Паллант. Из Аргоса. По версии, жена Диомеда, сын Евриал[141].
- Памфай. Герой из Аргоса, гостеприимец Кастора и Полидевка[205].
- Пелагонт. Сын Асопа и Метопы[25].
- Пеласг. Сын Асопа и Метопы[149].
- Перифет. Сын Копрея. Из Микен, участник Троянской войны. Убит Гектором[206].
- Пираос. Микенец, отец Птолемея, дед Евримедонта[171].
- Пифаей. По словам Телесиллы, сын Аполлона, прибыл из Дельф и воздвиг храм Аполлона в Аргосе, в храме жила пророчица. Храм Аполлона Пифаея был в Гермионе, а статуя в Форнаке[207].
- Полемократ. Сын Махаона. Святилище в посёлке Ева (Арголида)[208].
- Полиб. По версии, отец аргонавта Арга, жена Аргия[79].
- Полимн. См. Просимн.
- Прет. Сын Навплия, отец Лерна[209].
- Прет. Сын Ферсандра, отец Мэры (в поэме «Возвращения»)[210].
- Просимн.
- Просимна. Дочь Астериона, кормилица Геры. Её именем названо место под Герейоном возле Микен[139].
- Птолемей. Микенец. Сын Пираоса, отец Евримедонта[171].
- Пэна.
- Сфенел. Отец Комета[63].
- Сфенел (сын Капанея).
- Сфир. Сын Махаона. Основал храм Асклепия в Аргосе[211].
- Талфибий.
- Тидей.
- Федим. Иасид (то есть аргивянин). Участник состязаний в беге на Немейских играх[212]. Участник похода против Фив. Убит Аминтой[213].
- Ферагр. Сын Климена и Эпикасты, из Аргоса. Его сестра Гарпалика накормила его мясом отца[214].
- Ферекл. Аргосец, участник похода против Фив. Его облик принимает Тисифона[215].
- Фестор.
- Фестор. Отец Алкмаона, участника Троянской войны[140]. Возможно, тождествен предыдущему.
- Хорея. Менада. Вместе с другими женщинами участвовала в походе Диониса против Аргоса. Персей победил их в сражении и убил многих женщин. Они похоронены в общей могиле, а для Хореи отдельная могила в Аргосе[216].
- Хрисантида. Из Аргоса. Рассказала Деметре о похищении Коры, получив за это семена[217].
- Хтония. Дочь Колонта. Из Аргоса, перенесена Деметрой в Гермиону и там воздвигла храм[32].
- Эгей. Согласно Эфору, основатель городов в области около Акты вместе с Деифонтом[218].
- Эгла. Дочь Флегия и Клеофемы, прозванная Коронидой[219].
- Элатон. Имя возничего Амфиарая[220]. См. Батон.
- Эпикаста. Жена Климена, сына Телея, мать Ида, Ферагра и Гарпалики[172].
- Эрасин. Речной бог в Арголиде[221]. Его дочери Биза, Мелита, Мэра и Анхироя были спутницами Бритомартиды[222]. Его уподобляют быку[223].
- Эсим. Отец Синона, из Аргоса[224]. Сын Автолика и Амфифеи[225].
- Инах. Река в Аргосе. Названа по имени Инаха[18] У истоков реки гора Артемисион с храмом Артемиды[226].
- Лиркея. Равнина, где родилась Ио. Lyrcea[англ.]
- Просимна. Город в Арголиде, со святилищем Геры[227]. Стаций. Фиваида I 383.
- Тиринф. Город[228].
- Форонида. Речка близ Аргоса[229].

См. также:
- Гиетт. Бежал из Аргоса в Орхомен.

## Гермиона
- Гермион. Сын Европа. Основатель города Гермиона[230].

## Трезен
- Алкионей. Согласно надписи из Галикарнаса, сын Теламона и отец Анфа[231].
- Алтеф. (Алтефий.) См. Алфеп.
- Алфеп.
- Анаксо. Девушка из Трезена, похищенная Тесеем[232].
- Анфас. (Анф.)
- Ардал.
- Аэтий.
- Гипера. Сестра Анфа, чей брат пропал в детстве. Она отыскала его в Ферах у Акаста, где брат был рабом-виночерпием. По её имени остров Калаврия называли Гиперия[173].
- Гиперенор[233]. Сын Посейдона и Алкионы[234]. См. Гиперет.
- Гиперет.
- Димет.
- Евопида. (Эвопида.) Дочь Трезена, вышла замуж за Димета. Стала возлюбленной своего брата, и когда Трезен узнал об этом, повесилась[235].
- Коннид. Наставник и воспитатель Тесея в детстве в Трезене, афиняне приносят ему в жертву барана за день до праздника Тесеи[236].
- Леида. Дочь Ора из Трезена. Родила от Посейдона Алфепа, ставшего царем[237].
- Лелег. Парикиец. Участник Калидонской охоты[238]. Из Трезена, спутник Тесея, был в гостях у Ахелоя[239].
- Ор. Первый человек, родившийся в земле Трезена. Земля по его имени называлась Орея[237]. Отец Леиды.
- Орибантий. Некий трезенец, сочинявший эпические поэмы до Гомера[240].
- Питфей.
- Сарон.
- Теламон. По надписи из Галикарнаса, сын Посейдона и отец Алкионея[241].
- Трезен. Брат Питфея, сын Пелопа. Поселился в восточной Арголиде. Основал город Трезен[242]. Его сыновья Анафлист и Сфетт потом переселились в Аттику[243]. Его дочь Евопида стала женой Димета[244].
- Эфра.

## Эпидавр
- Агрей. Из Эпидавра. Участник похода против Фив. Хотел быть участником Немейских игр[245].
- Антиклея. Мать Перифета (от Гефеста)[246].
- Антимен. Из Эпидавра. Сын Деифонта и Гирнефо[247].
- Аргей. Из Эпидавра. Сын Деифонта и Гирнефо[247].
- Аресфан. Пастух из Эпидавра, который увидел младенца Асклепия, которого кормила коза, и от которого блеснула молния[248].
- Идмон. Врач из Эпидавра. Лечил Тидея[249].
- Коринет. («дубинщик»). Прозвище Перифета, убитого Тесеем[250].
- Ксантипп. Из Эпидавра. Сын Деифонта и Гирнефо[247].
- Мал. Из Эпидавра. Муж Эрато, отец Клеофемы[251].
- Перифет.
- Питирей. Царь Эпидавра в эпоху дорийского вторжения. Потомок Иона, сына Ксуфа. Без боя передал землю Деифонту и аргивянам, вместе с гражданами отправился в Афины и поселился там[252]. Отец Прокла[253].
- Эпидавр. Сын Аргоса и Евадны[10] По сказаниям аргивян и поэме «Великие Эои» Эпидавр — сын Аргоса[254]., согласно эпидаврийцам — сын Аполлона, согласно элейцам — сын Пелопа[255].
- Эпидавр. Город[246].

## Дорийское вторжение
- Агай. Младший из четырёх сыновей Темена, не участвовал в заговоре против отца[256].
- Агелай. Сын Темена, царя Аргоса. Участвовал в убийстве отца, но не получил власти[257].
- Агелай. (Гегелей.) Сын Тирсена, внук Геракла. Научил прибывших с Теменом дорян, как играть на сальпинге (трубе), основал храм Афины Сальпинги[258] в Аргосе[259].
- Агрей. Из Аргоса, младший сын Темена[260].
- Алфемен (сын Кисса).
- Гирнефо.
- Деифонт.
- Еврипил[113]. Сын Темена, царя Аргоса. Участвовал в убийстве отца, но не получил власти[261].
- Истмий. Сын Темена, царя Аргоса[262].
- Каллий. Сын Темена, царя Аргоса. Участвовал в убийстве отца, но не получил власти[261].
- Керин. Сын Темена, царя Аргоса (по версии)[263]. Пытался похитить из Эпидавра сестру Гирнефо, но Деифонт убил его[264].
- Кейс (Кисс).
- Клит. Сын Темена. По версии, царь ахейцев[40].
- Леагр. Один из друзей Темена, помог Эргиэю похитить в Аргосе палладий. Затем Леагр прогневил Темена и скрылся в Лакедемон, передав палладий царям[265].
- Медонт[266]. Сын Кейса. Царь Аргоса. Ему осталось только имя царя[267]. См. Медонт
- Темен (сын Аристомаха).
- Тисамен (сын Ореста).
- Эгон. Легендарный царь Аргоса, преемник Гераклидов. Получил оракул, записанный на его статуе в Дельфах[268]. Когда пресекся род Гераклидов, оракул объявил, что царя им укажет орел, и орел уселся на крыше его дома[269]. См. Павсаний. Описание Эллады X 10, 5 (нет имени).
- Эргиэй. Потомок Диомеда. По внушению Темена вместе с Леагром украл палладий в Аргосе[265].

См. также:
- Архелай (сын Темена). Прибыл в Македонию.
- Фалк (сын Темена). См. мифы Сикиона.
- Фидон. Царь Аргоса, время правления спорно (уп.748 г. до н. э.)[270].
- Фидон младший (сер. VII в. до н. э.). Упомянут Геродотом[271].

## Эгина
- Авксесия. Божество с Эгины[272]. Её статуя воздвигнута в Эпидавре, похищена эгинетами[273]. По рассказу трезенцев, девушка с Крита, побитая камнями, в её честь праздник Литоболия[274]. Эпитет Деметры[275].
- Андромед. Рыбак, который привез Бритомартиду на Эгину и хотел изнасиловать её, но она бежала в рощу[276].
- Асопида. Имя Эгины[277]. Asopis[англ.]
- Афея. (Афайя.) Богиня. Храм на Эгине. Эпитет Бритомартиды[278]. Так назвали Бритомартиду, когда она исчезла на Эгине[279].Афайя
- Дамия. Божество с Эгины[272]. Её статуя в Эпидавре похищена эгинетами[273]. По рассказу трезенцев, девушка с Крита, побитая камнями, в её честь праздник Литоболия[274].
- Евфан. (Эвфан.) Некий древний герой Эгины[280].
- Псамафа.
- Эак.
- Эгина.
- Эндеида. Дочь Скирона (либо дочь Хирона[79]). Жена Эака. Мать Теламона и Пелея[281]. см. Эндеида

## Топонимы и этнонимы, связанные с мифами
- Данайцы.
- Автомата. Источник в Аргосе[282].
- Адрастея. Источник в Немее. Возможно, его открыл Адраст[198].
- Амимона. Источник[283]. Река в Арголиде[284].
- Апия. Древнее название Пелопоннеса из-за могущества Аписа/Апия[285].
- Арахнея. Гора в Арголиде. При Инахе называлась Саписелатон[286].
- Аргос. Город[287].
- Аргивяне. Жители Аргоса[288]. Аргос
- Астерий. Поток в Аргосе[289].
- Гелос. Город в Арголиде[290].
- Гермионеи. Жители Гермионы[291]. В стране гермионцев короткий путь в Аид, поэтому они не влагают в рот покойникам монеты[292].
- Дельфиний. Последний месяц эгинского календаря назывался дельфиний, в нём проходили состязания в честь Аполлона и Артемиды[293].
- Калаврия. Остров. С ним связан миф о превращении царя и царицы в птиц[294].
- Киферия. Страна, где поселился Фиест[295].
- Клеоны. Город[296]. В битве с Молионидами были убиты 360 жителей Клеон, помогавших Гераклу, тот установил им почести[131].
- Лариса. На акрополе находится храм Зевса Ларисейского[297].
- Лерна. Источник[298]. Летом реки в Арголиде высыхают, кроме рек в Лерне[150]. Лерна — местность на берегу Арголидского залива, где открыто поселение неолитической и раннеэлладской эпох[299].
- Мефона. Город в Трезении. Посланные Агамемноном вербовщики матросов наложили на неё проклятие, чтобы её жители никогда не закончили возводить стены[300].
- Мидея. Город в Арголиде[301].
- Немея. Местность[302].
- Немейские игры[303]. Учреждены Адрастом в честь Аполлона у струй Асопа[304]. По Евфориону, их учредил Геракл после победы над львом, «сизооким сыном Селены»[305].
- Ойней. Селение в Арголиде. Около него истоки реки Инах. Ойнея называли отцом Инаха[306].
- Эгина (ранее Ойнона[307]). Остров[308]. На острове существовало состязание водоносов (гидрофоров), которое объясняли тем, что некогда состязались аргонавты[309].
- Элеунт. Город[283].
- Энона (Ойнона). Древнее название о. Эгины[310]. Либо Энопия[311].
- Эноя (селение в Арголиде) (Ойноя)[312].
- Эрасин. Река в Арголиде[313].

См. также:
- Кидиппа. Жрица Геры, мать Клеобиса и Битона. Легенду см. Геродот. История I 31 (опускает важную деталь); Цицерон. Тускуланские беседы I 113 (тоже), Павсаний. Описание Эллады II 19, 5; 20, 3; Гигин. Мифы 254. Полибий. Всеобщая история XXII 20, 6 (кратко)